# Jherson Vergara
Jherson Vergara Amú (ur. 26 maja 1994 we Floridzie) – kolumbijski piłkarz występujący na pozycji obrońcy w Milanie. Były młodzieżowy reprezentant Kolumbii.

## Kariera klubowa
Vergara rozpoczął swoją karierę w amatorskim zespole Boca Juniors de Cali. W 2011 roku podpisał swój pierwszy profesjonalny kontrakt z Quindío Armenia, skąd wypożyczono go do Universitario Popayán.
W maju 2013 roku Vergara został zawodnikiem włoskiego Milanu. Po raz pierwszy w nowych barwach wystąpił w towarzyskim turnieju Audi Cup podczas przegranego 3:5 spotkania z Manchesterem City. W okresie przygotowawczym doznał przemieszczenia ramienia, z powodu którego pauzował przez miesiąc. W listopadzie 2013 roku pojawiły się doniesienia, że w styczniowym okienku transferowym Vargara zostanie wypożyczony.
W styczniu 2014 roku Vergara trafił do Parmy, gdzie wypożyczono go do końca sezonu 2013/14, jednak w klubie tym nie rozegrał ani jednego spotkania.
W lipcu 2014 roku ponownie udał się na wypożyczenie, tym razem do drugoligowego Avellino.

## Kariera reprezentacyjna
W 2013 roku Vergara wraz z reprezentacją Kolumbii do lat 20 wziął udział w młodzieżowych Mistrzostwach Ameryki Południowej. Podczas turnieju zdobył bramkę w ostatnim spotkaniu drugiej fazy grupowej z Paragwajem.
W tym samym roku wraz znalazł się także w składzie zespołu U-20 na towarzyski Turniej w Tulonie, na którym Kolumbia zajęła drugie miejsce. Sam Vergara zdobył dwa gole, w wygranych meczach ze Stanami Zjednoczonymi oraz Francją.

## Sukcesy
Kolumbia
- Mistrzostwo Ameryki Południowej do lat 20: 2013